# サウスカロライナ植民地総督
サウスカロライナ植民地総督では、アメリカ合衆国サウスカロライナ州の前身である、イギリス領サウスカロライナ植民地の総督を列挙する。

## 勅許植民地時代 (1670年-1719年)
| #  | 氏名                   | 就任           | 退任           |
| -- | ---------------------- | -------------- | -------------- |
| 1  | ウィリアム・セイル     | 1670年3月15日  | 1671年3月4日   |
| 2  | ジョゼフ・ウェスト     | 1671年3月4日   | 1672年4月19日  |
| 3  | ジョン・イーマンズ     | 1672年4月19日  | 1674年8月      |
|    | ジョゼフ・ウェスト     | 1674年8月13日  | 1682年10月     |
| 4  | ジョゼフ・モートン     | 1682年10月     | 1684年8月      |
| 5  | リチャード・カール     | 1684年8月      | 1684年8月      |
|    | ジョゼフ・ウェスト     | 1684年8月30日  | 1685年7月1日   |
| 6  | ロバート・クォーリー   | 1684年7月      | 1685年10月     |
|    | ジョゼフ・モートン     | 1685年10月     | 1686年11月     |
| 7  | ジェームズ・コレトン   | 1686年11月     | 1690年         |
| 8  | セス・ソーゼル         | 1690年         | 1692年         |
| 9  | フィリップ・ラドウェル | 1692年4月11日  | 1693年5月      |
| 10 | トーマス・スミス       | 1693年5月      | 1694年11月16日 |
| 11 | ジョゼフ・ブレイク     | 1694年11月     | 1695年8月17日  |
| 12 | ジョン・アーチデイル   | 1695年8月17日  | 1696年10月29日 |
|    | ジョゼフ・ブレイク     | 1696年10月29日 | 1700年9月7日   |
| 13 | ジェームズ・ムーア     | 1700年9月11日  | 1703年3月      |
| 14 | ナサニエル・ジョンソン | 1703年3月      | 1709年11月26日 |
| 15 | エドワード・ティント   | 1709年11月26日 | 1710年6月26日  |
| 16 | ロバート・ギブズ       | 1710年6月      | 1712年3月19日  |
| 17 | チャールズ・クレイヴン | 1712年3月19日  | 1716年4月23日  |
| 18 | ロバート・ダニエル     | 1716年4月25日  | 1717年         |
| 19 | ロバート・ジョンソン   | 1717年         | 1719年12月21日 |

## 直轄植民地時代 (1719年-1776年)
| #  | 氏名                                 | 就任           | 退任           |
| 20 | ジェームズ・ムーア2世                | 1719年12月21日 | 1721年5月30日  |
| 21 | フランシス・ニコルソン               | 1721年5月30日  | 1725年5月7日   |
| 22 | アーサー・ミドルトン                 | 1725年5月7日   | 1730年12月     |
|    | ロバート・ジョンソン                 | 1730年12月15日 | 1735年5月3日   |
| 23 | トーマス・ブロートン                 | 1735年5月3日   | 1737年11月22日 |
| 24 | ウィリアム・ブル                     | 1737年11月22日 | 1743年12月17日 |
|    | サミュエル・ホージー                 |                |                |
| 25 | ジェームズ・グレン                   | 1743年12月17日 | 1756年6月1日   |
| 26 | ウィリアム・ヘンリー・リトルトン     | 1756年6月1日   | 1760年4月5日   |
|    | トーマス・パウネル                   |                |                |
| 27 | ウィリアム・ブル2世                  | 1760年4月5日   | 1761年12月22日 |
| 28 | トーマス・ブーン                     | 1761年12月22日 | 1764年5月14日  |
|    | ウィリアム・ブル2世                  | 1764年5月      | 1766年6月      |
| 29 | チャールズ・グレヴィル・モンタギュー | 1766年6月12日  | 1768年5月      |
|    | ウィリアム・ブル2世                  | 1768年5月      | 1768年10月30日 |
|    | チャールズ・グレヴィル・モンタギュー | 1768年10月30日 | 1769年7月31日  |
|    | ウィリアム・ブル2世                  | 1769年7月31日  | 1771年9月15日  |
|    | チャールズ・グレヴィル・モンタギュー | 1771年9月15日  | 1773年3月6日   |
|    | ウィリアム・ブル2世                  | 1773年3月6日   | 1775年6月18日  |
| 30 | ウィリアム・キャンベル               | 1775年6月18日  | 1775年9月15日  |
|    | ヘンリー・ローレンス                 | 1775年         | 1776年         |